# Fahrtenmesser

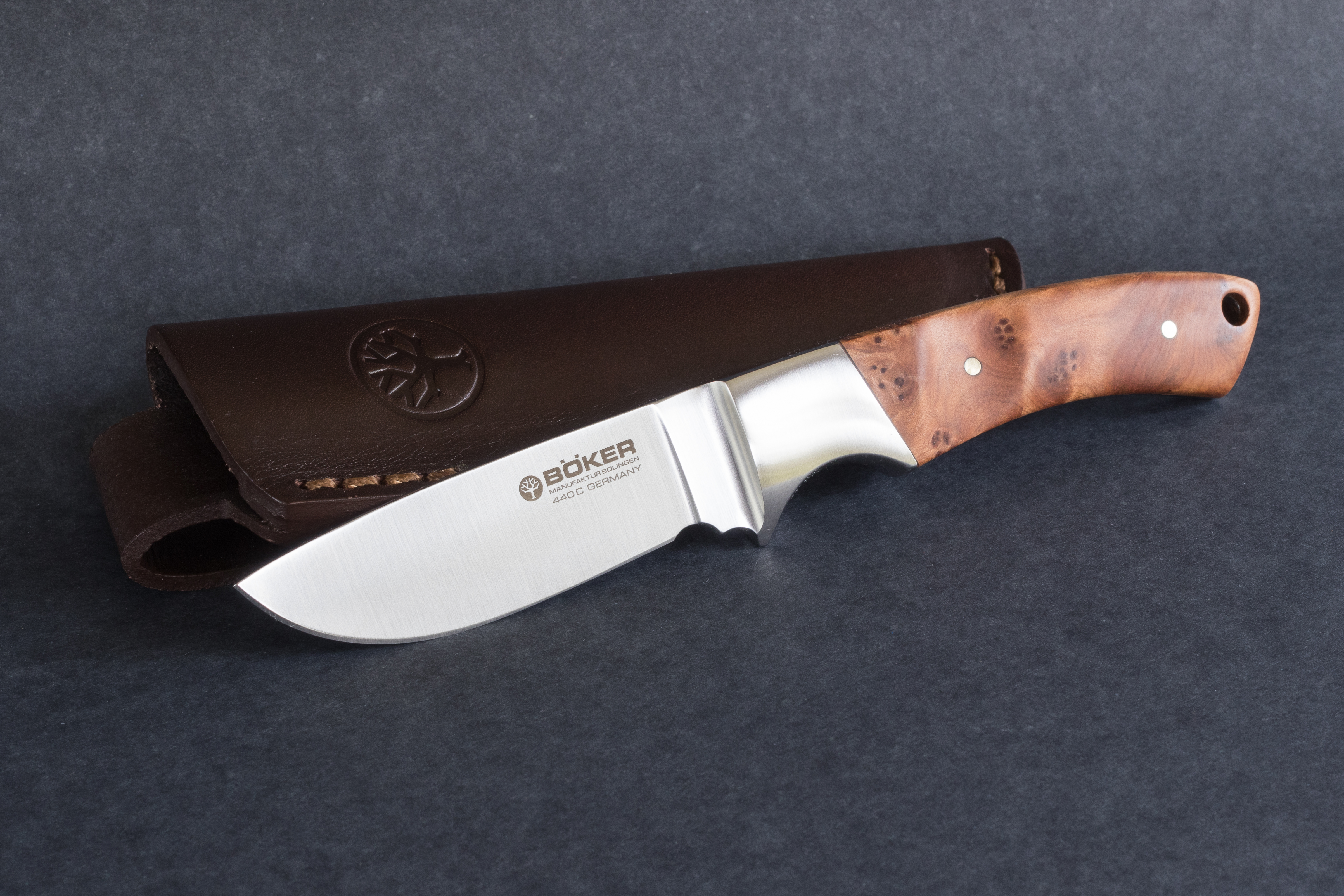
Modernes Fahrtenmesser

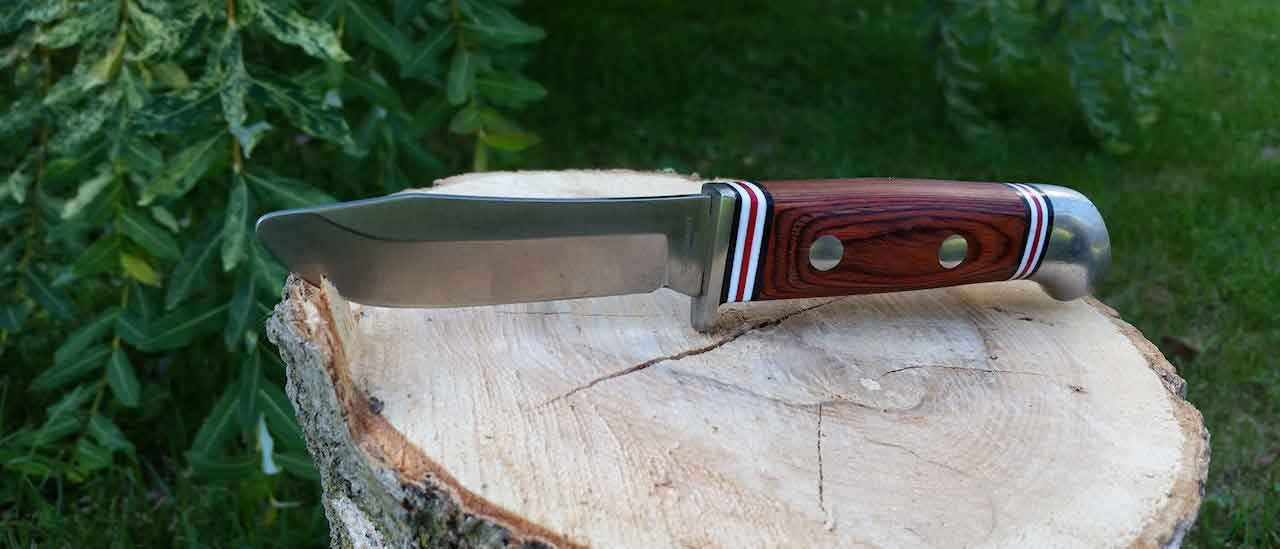
Fahrtenmesser für Kinder

Ein Fahrtenmesser ist ein bei zumeist naturnahen Aktivitäten geführtes Messer, das, je nach zeitlichem, regionalem oder kulturellem Zusammenhang, unterschiedliche Erscheinungsformen haben kann. Denen gemein ist aber stets ein recht schlichtes, funktionales Design, das alltäglichen Aufgaben wie Brote schmieren, leichten Schnitzarbeiten (beispielsweise beim Stockbrot), vorbereiten von Feuerholz etc. gewidmet ist. Weite Verbreitung findet es im Besonderen bei Pfadfindern, Wanderern, Waldläufern oder Campern.

## Eigenart
Das Fahrtenmesser wurde und wird auch heute noch als Hilfsmittel für das Leben in der freien Natur verstanden und verwendet. Es gilt nicht als Waffe, sondern als Allzweckwerkzeug. Es ist kein offizieller Bestandteil einer Kluft, wird aus praktischen Gründen dennoch oftmals griffbereit in einer Scheide am Gürtel getragen. Es dient u. a. dem Zubereiten von Mahlzeiten wie dem Brot- oder Fleischschneiden, findet darüber hinaus aber auch zum Schnitzen, Reparieren, Basteln und Bauen Verwendung.
Es gilt häufig als Statussymbol des autarken, allen Anforderungen der „Wildnis“ gewachsenen Fahrtengängers und Outdoorexperten. Obwohl nicht als Waffe gesehen, ist es jedoch belegt, dass das Fahrtenmesser von Anfang an auch bei unterschiedlichen Messerspielen Verwendung fand, etwa beim Messerwerfen oder dem symbolischen Kriegsspiel Land abnehmen.

## Historisches
Das Fahrtenmesser entstand in den 1920er Jahren in der Bündischen Jugend als nützlicher Ausrüstungsgegenstand für die Ausfahrten in die Natur. Während der Zeit des Nationalsozialismus wurde es von der Hitler-Jugend übernommen und, mit einem entsprechenden Emblem versehen, zum HJ-Fahrtenmesser. Es bekam neben seiner ursprünglichen Funktion damit auch die eines Standeszeichens. Die Befugnis zum Tragen/Führen wurde erst nach Ablegung der Pimpfenprobe, einer Aufnahmeprüfung, erteilt. Im Hinblick auf den paramilitärischen Charakter der Organisation wurde das Fahrtenmesser gleichzeitig zum Symbol der Wehr- und Waffenfähigkeit.
Die ursprünglichen Hersteller nutzten ihre vorhandenen Produktionseinrichtungen auch nach dem Zweiten Weltkrieg weiter und fertigten Messer ohne die vorher üblichen Nazi-Symbole. Sie kamen bei wanderfreudigen Nutzern, bei Pfadfindern und anderen Jugendbünden erneut in Mode. In der Gegenwart werden bei der Globetrotterausrüstung und beim Outdoor-Sport eher kleinere handlichere Vielzweckmesser verwendet, etwa Klappmesser wie das Schweizer Offiziersmesser. Dieses praktische Messer für die Hosentasche beinhaltet im Unterschied zum Fahrtenmesser zahlreiche nützliche Zusatzwerkzeuge, wie ein großes und ein kleines Messer, Büchsenöffner, Säge, Dosenöffner, Pinzette, Zahnstocher, Schere etc. Es eignet sich aber weniger für eine robuste Anwendung.

## Rechtliche Situation

### Deutschland
Nach dem deutschen Waffengesetz (WaffG) ist seit dem 22. Februar 2008 in Deutschland das griffbereite Tragen (Führen) von Messern mit feststehender Klinge (sofern länger als 12 cm) oder einhändig feststellbarer Klinge (unabhängig von deren Länge) am Körper verboten (§ 42a Abs. 1 WaffG). Dieses Führverbot gilt jedoch nicht, sofern ein berechtigtes Interesse vorliegt (§ 42a Abs. 2 Satz 1 Nr. 3 WaffG). Ein berechtigtes Interesse liegt gemäß § 42a Abs. 3 WaffG insbesondere vor, „wenn das Führen der Gegenstände im Zusammenhang mit der Berufsausübung erfolgt, der Brauchtumspflege, dem Sport oder einem allgemein anerkannten Zweck dient.“ Ob ein berechtigtes Interesse und somit gesetzeskonformes Verhalten beim Führen eines derartigen Messers vorliegt, hängt stets vom Einzelfall unter Einbeziehung sämtlicher Sachverhaltsumstände ab.
Unter Klingenlänge wird gemäß Rechtsprechung die Strecke von der Spitze bis zum Beginn des Griffs, der Fingerauflage bzw. Parierstange verstanden. Verbotene Waffen sind Faustmesser, Springmesser sowie Fall- und Butterflymesser (Anlage 2 WaffG). Fahrtenmesser mit ihrer nur einseitig geschliffenen feststehenden Klinge gelten nicht als verbotene Waffe im Sinne des WaffG, sondern als legaler Gebrauchsgegenstand und sind in der Survival-Szene und im Outdoorleben unentbehrlich.

### Österreich
Nach dem österreichischen Waffengesetz sind Stand Mai 2024 Fahrtenmesser mit einseitig feststehender Klinge als gefährliche Gegenstände und nicht als Waffen einzuordnen. Für bestimmte Drittstaatsangehörige sowie Waffenverbotszonen können dennoch Einschränkungen bestehen.